# FC Tokyo 2006
Questa voce raccoglie le informazioni riguardanti il FC Tokyo nelle competizioni ufficiali della stagione 2006.

## Stagione
Nonostante l'arrivo del primo allenatore straniero alla guida della squadra (il brasiliano Alexandre Gallo, sostituito a stagione inoltrata da Hisao Kuramata), il F.C. Tokyo disputò una stagione simile a quella precedente, concludendo il campionato nelle posizioni basse della classifica e uscendo ai primi turni delle coppe.

## Divise e sponsor
Le maglie, prodotte dall'Adidas e leggermente modificate nel motivo, confermano lo sponsor Eneos sulla parte anteriore.
| Manica sinistra · Manica sinistra · Maglietta · Maglietta · Manica destra · Manica destra · Pantaloncini · Pantaloncini · Calzettoni · Calzettoni | Manica sinistra · Manica sinistra · Maglietta · Maglietta · Manica destra · Manica destra · Pantaloncini · Pantaloncini · Calzettoni · Calzettoni |  |

## Rosa
| N. |                     | Ruolo | Calciatore        |
| -- | ------------------- | ----- | ----------------- |
| 1  | Giappone (bandiera) | P     | Yōichi Doi        |
| 2  | Giappone (bandiera) | D     | Teruyuki Moniwa   |
| 3  | Brasile (bandiera)  | D     | Jean              |
| 5  | Giappone (bandiera) | D     | Tatsuya Masushima |
| 6  | Giappone (bandiera) | C     | Yasuyuki Konno    |
| 7  | Giappone (bandiera) | C     | Satoru Asari      |
| 8  | Giappone (bandiera) | D     | Ryūji Fujiyama    |
| 9  | Brasile (bandiera)  | A     | Lucas             |
| 10 | Giappone (bandiera) | C     | Fumitake Miura    |
| 11 | Giappone (bandiera) | A     | Yoshirō Abe       |
| 13 | Giappone (bandiera) | A     | Mitsuhiro Toda    |
| 14 | Giappone (bandiera) | C     | Yuta Baba         |
| 15 | Giappone (bandiera) | C     | Norio Suzuki      |
| 16 | Giappone (bandiera) | C     | Masashi Miyazawa  |
| 17 | Giappone (bandiera) | D     | Jō Kanazawa       |
| 18 | Giappone (bandiera) | C     | Naohiro Ishikawa  |
| 19 | Giappone (bandiera) | C     | Masahiko Inoha    |

| N. |                     | Ruolo | Calciatore         |
| -- | ------------------- | ----- | ------------------ |
| 20 | Giappone (bandiera) | A     | Nobuo Kawaguchi    |
| 22 | Giappone (bandiera) | P     | Hitoshi Shiota     |
| 23 | Giappone (bandiera) | C     | Yōhei Kajiyama     |
| 24 | Giappone (bandiera) | A     | Shingo Akamine     |
| 25 | Giappone (bandiera) | D     | Yūhei Tokunaga     |
| 26 | Giappone (bandiera) | C     | Reiichi Ikegami    |
| 27 | Giappone (bandiera) | C     | Ryōichi Kurisawa   |
| 29 | Brasile (bandiera)  | A     | Washington         |
| 30 | Giappone (bandiera) | D     | Naoto Matsuo       |
| 31 | Giappone (bandiera) | P     | Taishi Endo        |
| 33 | Giappone (bandiera) | A     | Ryuki Kozawa       |
| 34 | Giappone (bandiera) | P     | Takahiro Shibasaki |
| 35 | Giappone (bandiera) | A     | Rychely            |
| 36 | Giappone (bandiera) | D     | Kazunori Yoshimoto |
| 37 | Giappone (bandiera) | P     | Shūichi Gonda      |
| 38 | Giappone (bandiera) | D     | Sōta Nakazawa      |
| 39 | Giappone (bandiera) | A     | Sōta Hirayama      |

## Statistiche

### Statistiche di squadra
| Competizione           | Punti | Totale | Totale | Totale | Totale | Totale | Totale | DR |
| Competizione           | Punti | G      | V      | N      | P      | Gf     | Gs     | DR |
| ---------------------- | ----- | ------ | ------ | ------ | ------ | ------ | ------ | -- |
| J. League Division 1   | 43    | 34     | 13     | 4      | 17     | 56     | 65     | -9 |
| Coppa Yamazaki Nabisco | -     | 6      | 3      | 3      | 2      | 14     | 10     | +4 |
| Coppa dell'Imperatore  | -     | 6      | 0      | 2      | 4      | 1      | 7      | -6 |
| Totale                 | -     | 42     | 14     | 6      | 22     | 66     | 75     | -9 |

### Videografia
- FC Tokyo Season Review 2006 (FC東京 2006シーズンレビュー?) ASIN B000NVLBQ8
- FC Tokyo Stars 1999-2008 (FC東京 スターズ 1999-2008?) ASIN B002AR5O7U